# Минделл, Эрл
Эрл Лоуренс Минделл (англ. Earl Lawrence Mindell; род. 29 января 1940, Сен-Бонифас, Виннипег, Манитоба, Канада) — канадско-американский диетолог и писатель, в настоящее время проживающий в Беверли-Хиллз, штат Калифорния. Как плодовитый автор он написал более 45 книг о здоровье и хорошем самочувствии. Он является активным сторонником приёма биологически активных добавок как средств профилактической и гомеопатической медицины. Некоторые его взгляды критикуются научными медицинскими кругами. Наиболее заметной работой Эрла Минделла является опубликованная в 1979 году книга «Earl Mindell’s Vitamin Bible», обновлённая и переизданная в 2004 году (на русском языке была выпущена под названием «Справочник по витаминам и минеральным веществам»).

## Биография
Минделл родился 29 января 1940 года в семье Уильяма и Минервы в Сен-Бонифасе, пригороде Виннипега (провинция Манитоба, Канада). В 1965 году он иммигрировал в Соединённые Штаты и был натурализован в 1972 году. В 1971 году Минделл женился на Гейл Андреа Яффе. У них двое детей, Аланна Даян и Эван Луис-Эшли.
В свободное время Минделл изучает историю как историк-любитель. Он переоборудовал личный гараж в музей аптечной истории, в котором собрал различные старинные экспонаты, некоторые из которых датируются 1800-ми годами.

## Образование
Минделл получил степень бакалавра наук в фармакологии (Bachelor of Science in Pharmacy) в Университете штата Северная Дакота в 1963 или 1964 году. В 1995 году он получил диплом магистра-травника (Master Herbalist Diploma) в колледже Dominion Herbal College. Степень доктора философии ему была присвоена в 1985 году неаккредитованным Тихоокеанским Западным Университетом, впоследствии закрытым по решению суда за недолжное взимание платы, незаконную выдачу дипломов, отсутствие должной документации и другие нарушения.

## Деятельность
Минделл является частым гостем на радио- и телешоу, таких как «Шоу Опры Уинфри» и шоу «Live With Regis And Kelly», в которых он рассказывает о правильном питании. В настоящее время он является зарегистрированным фармацевтом в штате Калифорния. В феврале 2007 года Минделл был введён в Зал славы Калифорнийской фармации.
Имя Минделла часто упоминалось во время недавнего продвижения в США таких функциональных продуктов, как соя и ягоды годжи.

## Некоторые публикации
- Минделл Э. Витаминная библия Эрла Минделла (в России вышла как «Справочник по витаминам и минеральным веществам»). Rawson-Wade, 1979. ISBN 0892561068.
- Минделл Э. Витаминная библия Эрла Минделла для ваших детей. Rawson-Wade, 1981. ISBN 0892561831.
- Минделл Э. Библия трав Эрла Минделла. Simon & Schuster, 1992. ISBN 0684849062.
- Минделл Э., Хопкинс В. Что вы должны знать о: 22 пути к здоровому сердцу. Keats, 1996. ISBN 0879837527.
- Минделл Э., Хопкинс В. Что вы должны знать о: Красивые волосы, кожа и ногти. Keats, 1996. ISBN 0879837470.
- Минделл Э., Хопкинс В. Что вы должны знать о: Лучшее питание для спортсменов. Keats, 1996. ISBN 0879837500.
- Минделл Э., Хопкинс В. Что вы должны знать о: Создание вашего личного витаминного планирования. Keats, 1996. ISBN 0879837462.
- Минделл Э., Хопкинс В. Что вы должны знать о: Травы для вашего здоровья. Keats, 1996. ISBN 0879837497.
- Минделл Э., Хопкинс В. Что вы должны знать о: Гомеопатические препараты. Keats, 1996. ISBN 0879837519.
- Минделл Э., Хопкинс В. Что вы должны знать о: Естественное здоровье для мужчин. Keats, 1996. ISBN 0879837535.
- Минделл Э., Хопкинс В. Что вы должны знать о: Естественное здоровье для женщин. Keats, 1996. ISBN 0879837543.
- Минделл Э., Хопкинс В. Что вы должны знать о: Питание для активного образа жизни. Keats, 1996. ISBN 0879837446.
- Минделл Э., Хопкинс В. Что вы должны знать о: Супер-антиоксидантное чудо. Keats, 1996. ISBN 0879837217.
- Минделл Э. Библия Эрла Минделла по анти-старению. Simon & Schuster, 1996. ISBN 0684811065.
- Минделл Э. Чудо в лечении артрита: Как экстракт имбиря может уменьшить воспалительные боли в суставах. Avery, 2000. ISBN 1583330607.
- Минделл Э., Янсе Д. Секрет русской энергии доктора Эрла Минделла. Basic Health Pub., 2001. ISBN 1591200008.
- Минделл Э., Гендель Р. Годжи Эрла Минделла: Секрет гималайского здоровья. Momentum Media, 2003. ISBN 0967285526.
- Минделл Э., Мундис Х. Новая витаминная библия Эрла Минделла. Warner, 2004. ISBN 0446614092.